# Black Funeral (EP)
Black Funeral es el segundo EP de la banda Mercyful Fate, lanzado en 1983 por el sello discográfico Combat Records.
El álbum incluye dos temas, "Black Funeral" extraído de su disco anterior Melissa y un tema inédito hasta entonces, "Black Masses".

## Lista de canciones
Lado A
- «Black Funeral» (2:50)

Lado B
- «Black Masses» (4:23)

## Integrantes
- King Diamond - vocalista
- Hank Sherman - guitarrista
- Michael Denner - guitarrista
- Timi Hansen - bajista
- Kim Ruzz - baterista